# 卡塔瓜西斯
卡塔瓜西斯是巴西米纳斯吉拉斯州的一个市镇。总面积482.325平方公里，总人口69955人，人口密度145人/平方公里。